# Montlevon
Montlevon je francouzská obec v departementu Aisne v regionu Hauts-de-France. V roce 2015 zde žilo 294 obyvatel.

## Poloha obce
Sousední obce jsou: Courboin, Dhuys et Morin-en-Brie, Montigny-lès-Condé, Nesles-la-Montagne, Pargny-la-Dhuys a Viffort.

## Vývoj počtu obyvatel
Počet obyvatel